# Myles Murphy
Myles Murphy (Marietta, Georgia; 3 de enero de 2002) es un jugador profesional estadounidense de fútbol americano, se desempeña en la posición de defensive end en Cincinnati Bengals, en la National Football League (NFL).

## Carrera
Hizo su debut profesional con el equipo Cincinnati Bengals, lleva jugando una temporada, comenzó en el 2023.